# Moislains
Moislains é uma comuna francesa na região administrativa de Altos da França, no departamento de Somme. Estende-se por uma área de 20,62 km². Em 2010 a comuna tinha 1 200 habitantes (densidade: 58,2 hab./km²).